# Agnieszka Czopek
Agnieszka Ewa Czopek (* 9. Januar 1964 in Krzeszowice) ist eine ehemalige polnische Schwimmerin.

## Karriere
Czopek nahm 1980 an den Olympischen Spielen in Moskau teil. Dort konnte sie sich über 200 m Rücken nicht für das Finale qualifizieren, über 400 m Lagen errang sie hingegen Bronze. Ein Jahr später war sie Teilnehmerin bei den Schwimmeuropameisterschaften. In Split konnte sie sowohl über 200 m Schmetterling als auch über 400 m Lagen Bronze gewinnen.